# AC Milán 2007/2008
Tento článek se podrobně zabývá událostmi ve fotbalovém klubu AC Milán v sezoně 2007/08 a jeho působení v nejvyšší lize, domácího poháru, v lize mistrů UEFA, v evropském superpoháru a na Mistrovství světa klubů.

## Realizační tým
| Post                                        | Jméno |
| ------------------------------------------- | --- |
| Hlavní trenér                               | Carlo Ancelotti |
| Asistent trenéra                            | Mauro Tassotti |
| Trenér brankářů                             | William Vecchi a Benjamino Abate                                                                                       |
| Technický ředitel                           | Leonardo |
| Sportovní trenéři                           | Daniele Tognaccini, Fabio Allevi, Bruno Dominici, Sergio Mascheroni, Andrea Primitivi, Giovanni Mauri, William Tillson |
| Klubové vedení                              | |
| Prezident klubu                             | Silvio Berlusconi |
| Zástupce viceprezidenta a generální ředitel | Adriano Galliani |
| Zástupce prezidenta klubu                   | Paolo Berlusconi, Gianni Nardi                                                                                         |
| Sportovní ředitel                           | Ariedo Braida |
| Vedoucí klubu                               | Vittorio Mentana |

## Soupiska
Aktuální k datu 30. června 2008.
| Číslo | Pozice | Nár.                 | Hráč              | Datum narození a věk        | Od roku | Předchozí angažmá | Poznámka |
| ----- | ------ | -------------------- | ----------------- | --------------------------- | ------- | ----------------- | -------- |
| 1     | B      | Brazílie             | Dida              | 7. října 1973 (51 let)      | 2000    | Corinthians       |          |
| 2     | O      | Brazílie             | Cafu              | 7. června 1970 (55 let)     | 2003    | Řím               |          |
| 3     | O      | Itálie               | Paolo Maldini     | 26. června 1968 (57 let)    | 1984    | Juniorka          |          |
| 4     | O      | Gruzie               | Kacha Kaladze     | 27. února 1978 (47 let)     | 2001    | Kyjev             |          |
| 5     | Z      | Brazílie             | Emerson           | 4. dubna 1976 (49 let)      | 2007    | Real              |          |
| 7     | Ú      | Brazílie             | Alexandre Pato    | 2. září 1989 (35 let)       | 2008    | Internacional     |          |
| 8     | Z      | Itálie               | Gennaro Gattuso   | 9. ledna 1978 (47 let)      | 1999    | Salernitana       |          |
| 9     | Ú      | Itálie               | Filippo Inzaghi   | 9. srpna 1973 (51 let)      | 2001    | Juventus          |          |
| 10    | Z      | Nizozemsko · Surinam | Clarence Seedorf  | 1. dubna 1976 (49 let)      | 2002    | Inter             |          |
| 11    | Ú      | Itálie               | Alberto Gilardino | 5. července 1982 (43 let)   | 2005    | Parma             |          |
| 13    | O      | Itálie               | Alessandro Nesta  | 19. března 1976 (49 let)    | 2002    | Lazio             |          |
| 16    | B      | Austrálie            | Željko Kalac      | 16. prosince 1972 (52 let)  | 2005    | Perugia           |          |
| 17    | O      | Chorvatsko           | Dario Šimić       | 12. listopadu 1975 (49 let) | 2002    | Inter             |          |
| 18    | O      | Česko                | Marek Jankulovski | 9. května 1977 (48 let)     | 2005    | Udinese           |          |
| 19    | O      | Itálie               | Giuseppe Favalli  | 8. ledna 1972 (53 let)      | 2006    | Inter             |          |
| 20    | Z      | Francie              | Yoann Gourcuff    | 11. července 1986 (39 let)  | 2006    | Rennes            |          |
| 21    | Z      | Itálie               | Andrea Pirlo      | 19. května 1979 (46 let)    | 2001    | Inter             |          |
| 22    | Z      | Brazílie             | Kaká              | 22. dubna 1982 (43 let)     | 2003    | São Paulo         |          |
| 23    | Z      | Itálie               | Massimo Ambrosini | 29. května 1977 (48 let)    | 1995    | Cesena            |          |
| 25    | O      | Itálie               | Daniele Bonera    | 31. května 1981 (44 let)    | 2006    | Parma             |          |
| 27    | Z      | Brazílie             | Serginho          | 27. června 1971 (54 let)    | 1999    | São Paulo         |          |
| 29    | B      | Itálie               | Valerio Fiori     | 27. dubna 1969 (56 let)     | 1999    | Piacenza          |          |
| 31    | O      | Brazílie             | Digão             | 14. října 1985 (39 let)     | 2004    | São Paulo         |          |
| 32    | Z      | Itálie               | Cristian Brocchi  | 30. ledna 1976 (49 let)     | 2001    | Inter             |          |
| 34    | Z      | Francie · Senegal    | Ibrahim Ba        | 12. listopadu 1973 (51 let) | 1997    | Bordeaux          |          |
| 36    | O      | Itálie               | Matteo Darmian    | 2. prosince 1989 (35 let)   | 2006    | Juniorka          |          |
| 42    | Ú      | Nigérie              | Kingsley Umunegbu | 28. října 1989 (35 let)     | 2007    | Juniorka          |          |
| 43    | Ú      | Itálie               | Alberto Paloschi  | 4. ledna 1990 (35 let)      | 2007    | Juniorka          |          |
| 44    | O      | Itálie               | Massimo Oddo      | 14. června 1976 (49 let)    | 2007    | Lazio             |          |
| 94    | O      | Gabon                | Willy Aubameyang  | 16. února 1987 (38 let)     | 2007    | Juniorka          |          |
| 99    | Ú      | Brazílie             | Ronaldo           | 18. září 1976 (48 let)      | 2007    | Real              |          |

### Změny v kádru v letním přestupovém období 2007[1]
| Přišli do týmu | Přišli do týmu    | Přišli do týmu     | Přišli do týmu | Přišli do týmu   | Přišli do týmu     | Přišli do týmu | Odešli z týmu | Odešli z týmu | Odešli z týmu         | Odešli z týmu | Odešli z týmu   | Odešli z týmu    | Odešli z týmu |
| Pozice         | Nár.              | Hráč               | Věk            | Odkud přišel     | Typ                | Cena           | Pozice        | Nár.          | Hráč                  | Věk           | Kam odešel      | Typ              | Cena          |
| B              | Itálie            | Christian Abbiati  | 29             | Turín FC         | návrat z hostování |                | B             | Itálie        | Christian Abbiati     | 29            | Atlético Madrid | hostování        | 0,5 mil. Euro |
| B              | Itálie            | Ferdinando Coppola | 29             | Piacenza FC      | návrat z hostování |                | B             | Itálie        | Ferdinando Coppola    | 30            | Atalanta BC     | hostování        |               |
| O              | Itálie            | Davide Astori      | 20             | AS Pizzighettone | návrat z hostování |                | B             | Itálie        | Marco Storari         | 30            | Levante UD      | hostování        |               |
| O              | Itálie            | Ignazio Abate      | 20             | Modena FC        | návrat z hostování |                | O             | Itálie        | Ignazio Abate         | 20            | Empoli FC       | hostování        |               |
| O              | Itálie            | Luca Antonini      | 23             | AC Siena         | návrat z hostování |                | O             | Itálie        | Davide Astori         | 20            | US Cremonese    | hostování        |               |
| O              | Itálie            | Lino Marzorati     | 20             | Empoli FC        | návrat z hostování |                | O             | Itálie        | Luca Antonini         | 23            | Empoli FC       | hostování        |               |
| O              | Itálie            | Romano Perticone   | 20             | Hellas Verona FC | návrat z hostování |                | O             | Itálie        | Luca Antonelli        | 20            | AS Bari         | hostování        |               |
| O              | Brazílie          | Digão              | 21             | Rimini Calcio FC | návrat z hostování |                | O             | Argentina     | Leandro Grimi         | 22            | AC Siena        | hostování        |               |
| Z              | Francie · Senegal | Ibrahim Ba         | 33             | zadarmo          |                    |                | O             | Itálie        | Lino Marzorati        | 20            | Empoli FC       | hostování        |               |
| Z              | Itálie            | Massimo Donati     | 26             | Atalanta BC      | návrat z hostování |                | O             | Itálie        | Romano Perticone      | 20            | US Cremonese    | hostování        |               |
| Z              | Brazílie          | Emerson            | 31             | Real Madrid      | přestup            | 5 mil. Euro    | O             | Itálie        | Alessandro Costacurta | 41            | konec kariéry   |                  |               |
| Ú              | Itálie            | Alessandro Matri   | 22             | Rimini Calcio FC | návrat z hostování |                | Z             | Itálie        | Davide Di Gennaro     | 19            | Bologna FC 1909 | hostování        | 0,3 mil. Euro |
|                |                   |                    |                |                  |                    |                | Z             | Itálie        | Massimo Donati        | 26            | Celtic FC       | přestup          | 4,5 mil. Euro |
|                |                   |                    |                |                  |                    |                | Ú             | Itálie        | Alessandro Matri      | 22            | Cagliari Calcio | přestup          | 2,3 mil. Euro |
|                |                   |                    |                |                  |                    |                | Ú             | Itálie        | Marco Borriello       | 25            | Janov CFC       | přestup          | 1,8 mil. Euro |
|                |                   |                    |                |                  |                    |                | Ú             | Brazílie      | Ricardo Oliveira      | 27            | Real Zaragoza   | hostování z opcí | 2 mil. Euro   |

### Změny v kádru v zimním přestupovém období 2008[2]
| Přišli do týmu | Přišli do týmu | Přišli do týmu | Přišli do týmu | Přišli do týmu   | Přišli do týmu     | Přišli do týmu | Odešli z týmu | Odešli z týmu | Odešli z týmu  | Odešli z týmu | Odešli z týmu   | Odešli z týmu | Odešli z týmu |
| Pozice         | Nár.           | Hráč           | Věk            | Odkud přišel     | Typ                | Cena           | Pozice        | Nár.          | Hráč           | Věk           | Kam odešel      | Typ           | Cena          |
| B              | Itálie         | Marco Storari  | 30             | Levante UD       | návrat z hostování |                | B             | Itálie        | Marco Storari  | 31            | Cagliari Calcio | hostování     |               |
| O              | Itálie         | Luca Antonelli | 20             | AS Bari          | návrat z hostování |                | O             | Itálie        | Luca Antonelli | 20            | Parma FC        | hostování     |               |
| O              | Argentina      | Leandro Grimi  | 22             | AC Siena         | návrat z hostování |                | O             | Argentina     | Leandro Grimi  | 22            | Sporting CP     | hostování     |               |
| Ú              | Brazílie       | Alexandre Pato | 18             | SC Internacional | přestup            | 24 mil. Euro   |               |               |                |               |                 |               |               |

## Zápasy v sezoně 2007/08

### Serie A (Italská liga)
|              | ATA | CAG | CAT | EMP | FIO | JAN | INT | JUV | LAZ | LIV | NEA | PAL | PAR | REG | ŘÍM | SAM | SIE | TUR | UDI |
| ------------ | --- | --- | --- | --- | --- | --- | --- | --- | --- | --- | --- | --- | --- | --- | --- | --- | --- | --- | --- |
| Utkání doma  | 1:2 | 3:1 | 1:1 | 0:1 | 1:1 | 2:0 | 2:1 | 0:0 | 1:1 | 1:1 | 5:2 | 2:1 | 1:1 | 5:1 | 0:1 | 1:2 | 1:0 | 0:0 | 4:1 |
| Utkání venku | 1:2 | 2:1 | 1:1 | 3:1 | 1:0 | 3:0 | 1:2 | 2:3 | 5:1 | 4:1 | 1:3 | 1:2 | 0:0 | 1:0 | 1:2 | 5:0 | 1:1 | 1:0 | 1:0 |

Tabulka
| Poř. | Tým            | Z  | V  | R  | P  | VG | OG | B  |
| ---- | -------------- | -- | -- | -- | -- | -- | -- | -- |
| 1.   | FC Inter Milán | 38 | 25 | 10 | 3  | 69 | 26 | 85 |
| 2.   | AS Řím         | 38 | 24 | 10 | 4  | 72 | 37 | 82 |
| 3.   | Juventus FC    | 38 | 20 | 12 | 6  | 72 | 37 | 72 |
| 4.   | ACF Fiorentina | 38 | 19 | 9  | 10 | 55 | 39 | 66 |
| 5.   | AC Milán       | 38 | 18 | 10 | 10 | 66 | 38 | 64 |
| 6.   | UC Sampdoria   | 38 | 17 | 9  | 12 | 56 | 46 | 60 |
| 7.   | Udinese Calcio | 38 | 16 | 9  | 13 | 48 | 53 | 57 |
| 8.   | SSC Neapol     | 38 | 14 | 8  | 16 | 50 | 53 | 50 |
| 9.   | Atalanta BC    | 38 | 12 | 12 | 14 | 52 | 56 | 48 |
| 10.  | Janov CFC      | 38 | 13 | 9  | 16 | 44 | 52 | 48 |

Poznámky
- Z = Odehrané zápasy; V = Vítězství; R = Remízy; P = Prohry; VG = Vstřelené góly; OG = Obdržené góly; B = Body

|  | Mistr ligy a Přímý postup do Ligy mistrů 2008/09 |
|  | Přímý postup do Ligy mistrů 2008/09              |
|  | Postup do 3. předkola Ligy mistrů 2008/09        |
|  | Přímý postup do Poháru UEFA 2008/09              |
|  | Postup do Poháru UEFA 2008/09 z Intertoto Cupu   |

### Coppa Italia (Italský pohár)
| osmifinále - 1. zápas 20. prosince 2007 | AC Milán             | 1 – 2  | Catania Calcio                            | Stadio Giuseppe Meazza, Milán          |  |  |
| 20:45 SELČ                              | 59' Alberto Paloschi | Report | 19' Gionatha Spinesi 26' Giuseppe Mascara | Diváci: 4.156 Rozhodčí: Mauro Bergonzi |  |  |
|                                         |                      |        |                                           |                                        |  |  |

| osmifinále - 2. zápas 16. ledna 2008 | Calcio Catania         | 1 – 1  | AC Milán             | Stadio Angelo Massimino, Catania        |  |  |
| 20:30 SELČ                           | 12' Juan Manuel Vargas | Report | 68' Alberto Paloschi | Diváci: 21.000 Rozhodčí: Nicola Ayroldi |  |  |
|                                      |                        |        |                      |                                         |  |  |

### Liga mistrů UEFA 2007/08
| Základní skupina D: 1. zápas 18. září 2007 | AC Milán                            | 2 – 1  | SL Benfica       | Stadio Giuseppe Meazza, Milán       |  |
| 20:45 SELČ | 9' Andrea Pirlo 24' Filippo Inzaghi | Report | 90+2' Nuno Gomes | Diváci: 37.929 Rozhodčí: Mike Riley |  |
| Poznámky: Sestava: Dida – Jankulovski, Kaladze, Nesta, Oddo (81. Bonera) – Pirlo – Gattuso, Ambrosini (K) – Kaká, Seedorf (75. Emerson) – Inzaghi (84. Gilardino) |                                     |        |                  |                                     |  |

| Základní skupina D: 2. zápas 3. října 2007 | Celtic FC                              | 2 – 1  | AC Milán        | Celtic Park, Glasgow                 |  |
| 20:45 SELČ | 61' Stephen McManus 89' Scott McDonald | Report | 68' (pen.) Kaká | Diváci: 58.642 Rozhodčí: Markus Merk |  |
| Poznámky: Sestava: Dida (90+4. Kalac) – Jankulovski, Bonera, Nesta, Oddo – Gattuso, Pirlo, Ambrosini (K) – Seedorf (55. Gourcuff), Kaká – Inzaghi (77. Gilardino) |                                        |        |                 |                                      |  |

| Základní skupina D: 3. zápas 24. října 2007 | AC Milán                                            | 4 – 1  | FK Šachtar Doněck       | Stadio Giuseppe Meazza, Milán                  |  |
| 20:45 SELČ | 6', 14' Alberto Gilardino 62', 69' Clarence Seedorf | Report | 51' Cristiano Lucarelli | Diváci: 36.850 Rozhodčí: Luis Medina Cantalejo |  |
| Poznámky: Sestava: Kalac – Favalli (62. Bonera), Kaladze, Nesta, Oddo – Gattuso, Pirlo, Ambrosini (K) (84. Emerson) – Seedorf, Kaká – Gilardino (76. Serginho) |                                                     |        |                         |                                                |  |

| Základní skupina D: 4. zápas 6. listopadu 2008 | FK Šachtar Doněck | 0 – 3  | AC Milán                            | RSC Olimpiyskiy, Doněck              |  |
| 20:45 SELČ |                   | Report | 66', 90+3' Filippo Inzaghi 72' Kaká | Diváci: 25.700 Rozhodčí: Pieter Vink |  |
| Poznámky: Sestava: Dida – Serginho (85. Brocchi), Kaladze, Nesta, Bonera – Gattuso, Pirlo, Ambrosini (K) – Seedorf (79. Maldini), Kaká – Gilardino (63. Inzaghi) |                   |        |                                     |                                      |  |

| Základní skupina D: 5. zápas 28. listopadu 2007 | SL Benfica              | 1 – 1  | AC Milán         | Estádio da Luz, Lisabon                 |  |
| 20:45 SELČ | 20' Maximiliano Pereira | Report | 15' Andrea Pirlo | Diváci: 46.034 Rozhodčí: Herbert Fandel |  |
| Poznámky: Sestava: Dida – Serginho (46. Maldini), Kaladze, Nesta, Bonera – Gattuso (K) – Brocchi (51. Gourcuff), Pirlo – Kaká, Seedorf (73. Oddo) – Gilardino |                         |        |                  |                                         |  |

| Základní skupina D: 6. zápas 4. prosince 2007 | AC Milán            | 1 – 0  | Celtic FC | Stadio Giuseppe Meazza, Milán           |  |
| 20:45 SELČ | 70' Filippo Inzaghi | Report |           | Diváci: 38.409 Rozhodčí: Herbert Fandel |  |
| Poznámky: Sestava: Kalac – Favalli, Bonera, Šimič (29. Kaladze), Cafu – Gattuso, Pirlo (74. Brocchi), Ambrosini (K) – Kaká, Seedorf (69. Gourcuff) – Inzaghi |                     |        |           |                                         |  |

Konečná tabulka skupiny D